# Elvis Albertus
Elvis (Epi) Albertus (23 december 1966) is een Arubaans voetbaltrainer en sinds 2018 trainer van het Sint Maartens voetbalelftal. 

## Carrière
Albertus trainde verschillende clubs op Aruba. Achtereen volgens bij SV Britannia, SV Dakota, SV Racing Club Aruba en SV La Fama. Verder was hij ook coach van Arubaans voetbalelftal maar vervulde er ook andere functies zoals jeugdtrainer, hij won het ABCS-toernooi in 2012. In 2018 werd hij bondscoach van Sint Maartens voetbalelftal.

## Erelijst
- Aruba
  - ABCS-toernooi: 2012